# Nhật Bản xâm lược Mãn Châu
Nhật Bản xâm chiếm Mãn Châu bắt đầu vào ngày 18 tháng 9 năm 1931, khi Quân Quan Đông của Đế quốc Nhật Bản xâm chiếm Mãn Châu ngay sau sự kiện Phụng Thiên. Sau chiến tranh, người Nhật đã thành lập nhà nước bù nhìn Mãn Châu Quốc. Sự chiếm đóng của họ kéo dài cho đến khi Liên Xô và Mông Cổ phát động chiến dịch tấn công chiến lược của người Mãn Châu vào năm 1945.
Khu vực đường sắt Nam Mãn Châu và Bán đảo Triều Tiên đã nằm dưới sự kiểm soát của đế quốc Nhật Bản kể từ Chiến tranh Nga-Nhật năm 1904. Công nghiệp hóa và quân sự hóa liên tục của Nhật Bản đảm bảo sự phụ thuộc ngày càng tăng của họ vào nhập khẩu dầu và kim loại từ Hoa Kỳ. Phải tuân theo các biện pháp trừng phạt của Hoa Kỳ, bị ngăn cản thương mại với Hoa Kỳ (đã chiếm Philippines cùng thời gian) dẫn đến việc Nhật Bản tiếp tục bành trướng trên lãnh thổ Trung Quốc và Đông Nam Á. Cuộc xâm lược đôi khi được trích dẫn là ngày bắt đầu thay thế cho Thế chiến II, trái ngược với cuộc xâm lược được chấp nhận phổ biến hơn vào tháng 9 năm 1939.